# Daniele Ratto
Daniele Ratto (Colzate, Bèrgam, Llombardia, 5 d'octubre de 1989) és un ciclista italià, professional des del 2010 fins al 2016. En el seu palmarès destaca una victòria d'etapa a la Volta a Espanya de 2013 amb final al santuari de la Mare de Déu de Canòlic, Andorra.

## Palmarès
- 2006 (júnior)
  - 1r al Tour del País de Vaud i vencedor de 2 etapes
  - 1r al Giro della Lunigiana i vencedor d'una etapa
- 2007 (júnior)
  - Vencedor d'una etapa al Giro della Lunigiana
- 2008
  - 1r al Piccolo Giro di Lombardia
- 2009
  - 1r al Trofeu Sportivi di Briga
- 2010
  - 1r al Gran Premi de la indústria i l'artesanat de Larciano
- 2013
  - Vencedor d'una etapa a la Volta a Espanya

### Resultats a la Volta a Espanya
- 2012. Abandona (12a etapa)
- 2013. 95è de la classificació general. Vencedor d'una etapa

### Resultats al Giro d'Itàlia
- 2014. 126è de la classificació general